# 聖母訪親

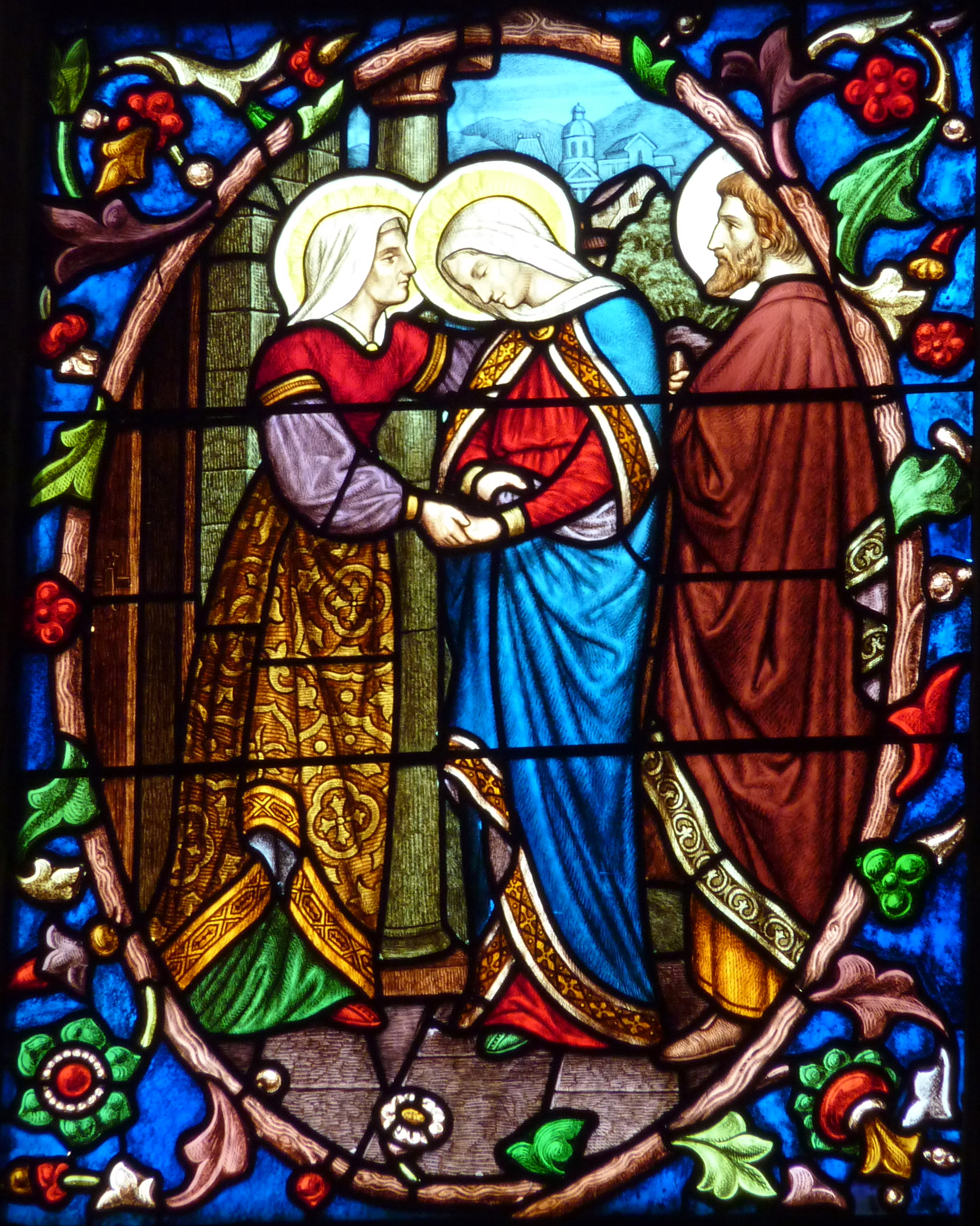
圣母访亲，取自蓬圖瓦茲主教座堂的彩色玻璃画

圣母访亲，又译圣母往见（英語：The Visitation of the Blessed Mary）是基督教的传统节日之一，纪念圣母玛利亚拜访依撒伯尔，在西方基督教中于5月31日纪念，在东方基督教中于5月30日纪念。

## 事件
四部福音书中只有路加福音记载了这一事件：

传统上认为的圣母访亲路线，从纳匝肋至艾因卡雷姆。

玛利亚就在那几日起身，急速往山区去，到了犹大的一座城。她进了匝加利亚的家，就给依撒伯尔请安。依撒伯尔一听到玛利亚请安，胎儿就在她的腹中欢跃。依撒伯尔遂充满了圣神，大声呼喊说：“在女人中你是蒙祝福的，你的胎儿也是蒙祝福的。吾主的母亲驾临我这里，这是我哪里得来的呢？看，你请安的声音一入我耳，胎儿就在我腹中欢喜踊跃。那信了由上主传于她的话必要完成的，是有福的。”
——路加福音 1:39-45, 思高本
圣母玛利亚领报的时候，加俾额尔天使告诉她，她的表姐依撒伯尔已怀孕6个月。玛利亚闻讯，往依撒伯尔家，向她道贺。那时两位女子都已怀孕，玛利亚怀着圣子耶稣，而依撒伯尔怀着洗者若翰。据《路加福音》记载，『那时候，玛利亚动身往山区，到犹太的一座城去。她进了匝加利亚家里，问候依撒伯尔。......』这里并没有说明这座城的具体信息，可能是耶路撒冷南边的艾恩卡勒姆，也可能是希伯仑。这次旅程大概有100公里远，玛利亚在那居住了大约3个月，由于那时依撒伯尔已怀孕6个月，多数学者们认为这是为了等到洗者若翰出生。
天主教相信，这次访亲的目的乃是将天主的圣宠带给依撒伯尔与她腹中的若翰。当依撒伯尔听见玛利亚问候的话时，充满圣神，高声大呼道：“在女人中你应受赞美！你胎中的孩子，也应受赞美……”甚至腹中的若翰也欢跃起来。至此，圣子耶稣赦免了若翰的原罪。若翰的灵魂充满了天主的宠爱，蒙受圣化。之后，为了回应依撒伯尔的话，玛利亚用美丽的歌词，赞颂天主，即《尊主颂》。
圣若瑟可能在去的路上陪伴着玛利亚，之后回到了纳匝勒，并在三个月之后接玛利亚回家。
在天主教會中，圣母访亲是玫瑰经中欢喜五端的第二端。

## 节庆

### 西方教会
圣母访亲节庆起源于中世纪。1389年，教宗烏爾巴諾六世在布拉格总主教约翰·耶恩施泰因（John of Jenstein）的推动下，为了结束天主教會大分裂，将这一节日列入罗马礼仪日历，定于7月2日庆祝。在特利腾礼仪日历中，这一节日被定为“双重节日”。当庇護五世的弥撒礼仪于1604年被教宗克萊孟八世的新版本所取代时，探访节成为“第二等级双重节日”，而这一名称在1960年教宗若望二十三世的改革中被称为“第二等级节日”。圣母访亲节仍定于7月2日，即洗者若翰诞辰八日庆期结束后的次日。除了7月2日外，探访节也传统上被记念于将临期的“四季星期五”，并作为当天的福音读经。
1969年，罗马礼仪日历被修订，将探访节移至5月31日，介于“圣母领报（3月25日）”与“洗者若翰诞生（6月24日）”之间，以使其更好地与福音书的记载相协调。圣母访亲节也是玫瑰经中“欢喜五端”的第二端。
在1662年版《公祷书》的英国圣公会日历中，圣母访亲节是以黑字标注的节日，定于7月2日。但许多现代圣公会日历已改在5月31日庆祝，与罗马日历的更改保持一致。德国的天主教和路德宗教会也仍保留7月2日的庆祝日期。同样，斯洛伐克的天主教会也保留7月2日的日期，因为自13世纪以来，在利沃察的圣母访亲大殿每年7月第一个周末都会举行重要的全国性朝圣活动。使用1970年以前日历的传统派天主教徒也仍在7月2日庆祝此节日。

### 东方基督教
在东正教会中，纪念圣母访亲事件的节日相对较晚，始于19世纪。推动这一节日设立并为《圣人日课集》（Menaion）编写礼仪的，是耶路撒冷的俄罗斯正教传教团负责人掌院安东宁·卡普斯汀（1817–1894）。建造在传统访亲地点艾因卡雷姆的戈尔尼女修道院于每年3月30日庆祝此节日。如果3月30日落在拉撒路聖週六与复活节之间，节日将顺延至复活期的星期五（光明星期五）。但并非所有东正教管辖区都已接受庆祝这一节日。
在叙利亚基督教中（如叙利亚禮天主教会等），访亲节在“报喜期”中第三个主日庆祝，即圣诞节前的一个节期。